# زولوتورن
شهر زولوتورن در بخش زولوتورن در ایالت زولوتورن در کشور سوئیس واقع شده‌است که ۱۵٬۱۰۰ نفر  جمعیت دارد.